# Онге (народ)

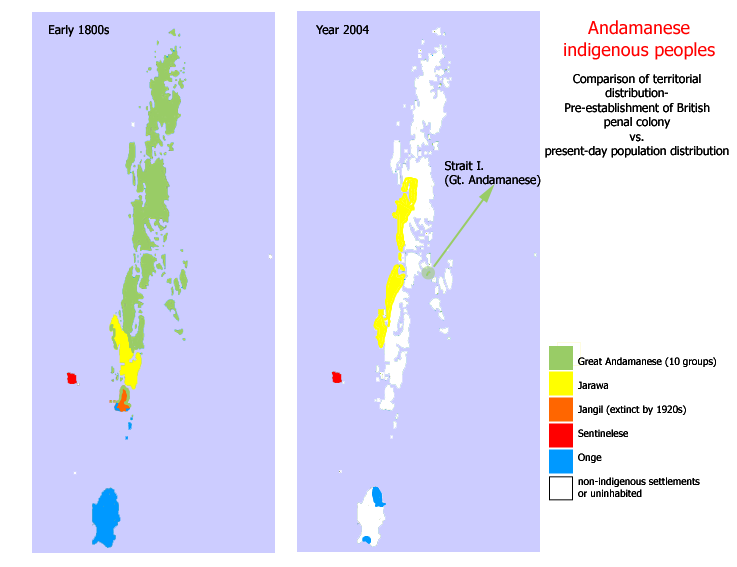
Поширення народу Онге (синім)

Онге (гінді ओन्गी) — один з корінних народів Андаманських островів. Розмовляють мовою онге, однією з двох південноандаманських мов.
Історично були поширені на Малому Андамані, Рутленді, південному краї Південного Андамана і сусідніх островах. Зараз онге живуть в двох резерваціях на Малому Андамані: Струмок Дюгонів (північний схід) і Південна Бухта.
Входять в список офіційно зареєстрованих племен Індії.

## Чисельність

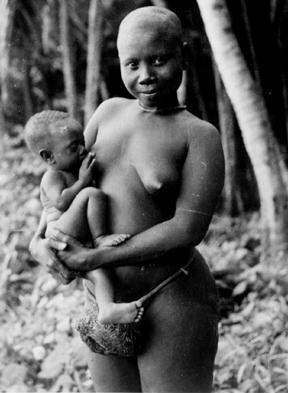
Молода мати онге з дитиною

Онге сильно постраждали від колонізації: їх кількість з 672 осіб в 1901 році скоротилося до менше 100 осіб на початку XXI століття.
Основна причина зниження кількості — зміна звичного раціону, що викликана контактами із зовнішнім світом. Раніше онге повністю покладалися на полювання і збиральництво. Також вплив робить вкрай низька фертильність онге: близько 40 відсотків пар не має дітей, а жінки рідко вагітніють до 28 років.
Чисельність за роками

## Генетика
Геномні дослідження Reich et al. (2009) виявили свідоцтва існування двох генетично різнорідних древніх популяцій, чиї гени і до сьогоднішнього дня присутні у більшості жителів Індостану: «пра-північно-індійці» (англ. Ancestral North Indians, ANI), які споріднені з жителями Європи, Близького Сходу і Центральної Азії, і «пра-південно-індійці» (англ. Ancestral South Indians, ASI), які не є спорідненими ні з пра-північно-індійцями, ні з населенням Східної Азії. Онге мають відношення до «пра-південно-індійців» і вони виявилися унікальні в тому, що стали єдиним індійським народом, в якого відсутня пра-північно-індійська домішка. Було висунуто цілком резонне припущення, що онге заселили Андаманські острови раніше, ніж відбулося змішання між пра-південно-індійцями і пра-північно-індійцями на материку.